# Seidnaly Sidhamed
Seidnaly Sidhamed (* 1. Juni 1957 in Timbuktu; Künstlername: Alphadi) ist ein nigrischer Modedesigner.

## Leben

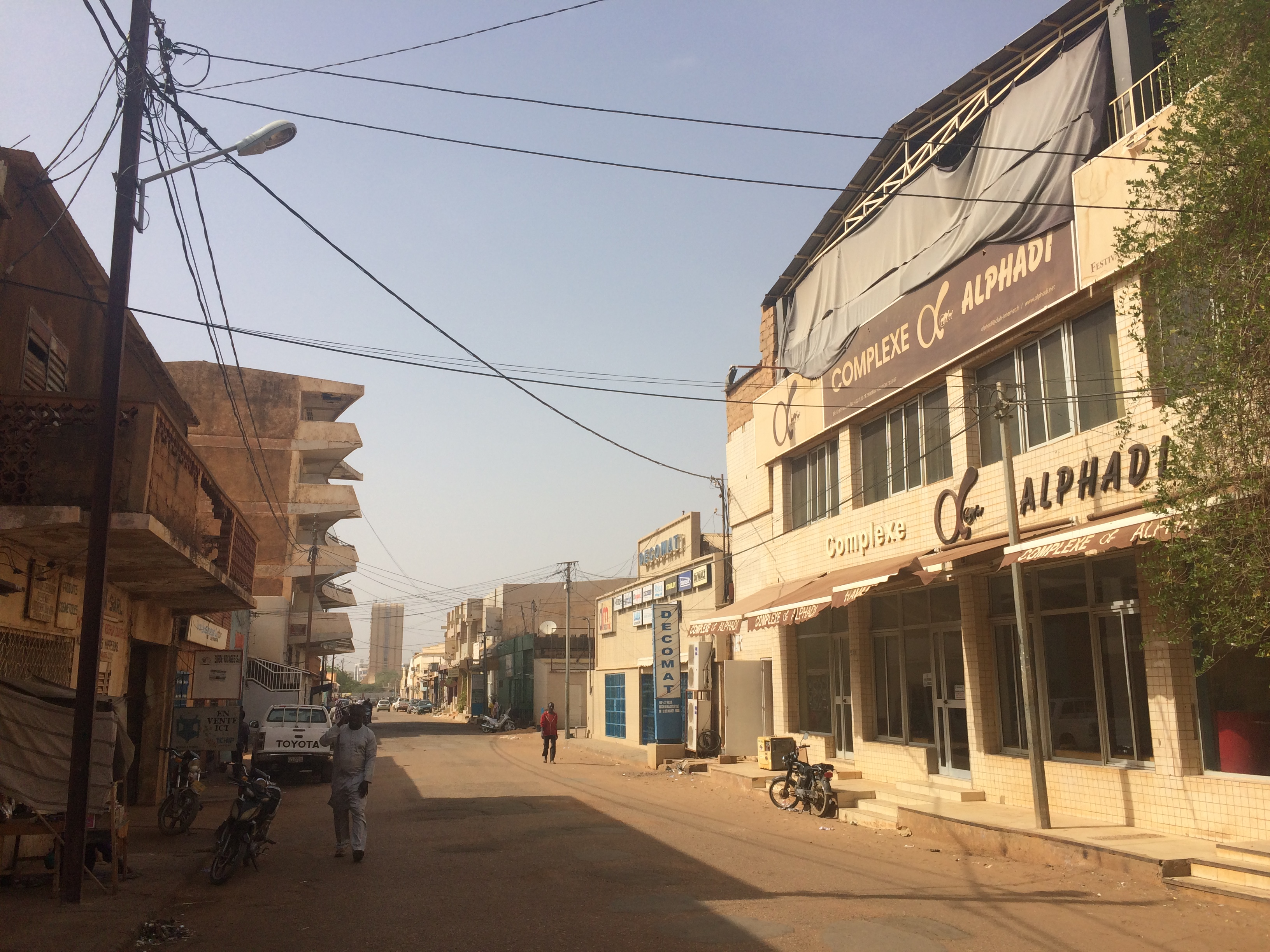
Complexe Alphadi, die Boutiquen des Modedesigners in Niamey

Seidnaly Sidhamed wuchs in Niger auf. Er studierte Tourismus in Paris und belegte Abendkurse an der Pariser Modeschule Atelier Chardon Savard. Nach seinem Studium arbeitete Sidhamed zunächst in leitender Position für das nigrische Tourismusministerium in Niamey. Er hatte 1985 bei einer Modeschau in Paris unter dem Künstlernamen Alphadi seinen internationalen Durchbruch als Modedesigner.

## Leistungen
Der Modestil von Alphadi verbindet Traditionen der nigrischen Volksgruppen Songhai, Zarma, Fulbe, Hausa und Tuareg mit europäischen Einflüssen. Alphadi gründete 1985 das afrikanische Modefestival Festival International de la Mode en Afrique (FIMA) in Niger. Er wurde 2001 als Ritter des Verdienstordens Frankreichs und 2020 als Ritter des Verdienstordens Nigers ausgezeichnet.